# Jozef Púchly
Jozef Púchly (* 26. února 1946) je bývalý slovenský fotbalový brankář.

## Fotbalová kariéra
V československé lize hrál za Spartak Trnava. S Trnavou získal 2 ligové tituly. V Poháru UEFA nastoupil ve 4 utkáních.

## Ligová bilance
| Ročník                                   | Zápasy | Góly | Minuty | Nuly | Klub           |
| ---------------------------------------- | ------ | ---- | ------ | ---- | -------------- |
| 1. československá fotbalová liga 1970/71 | 23     | 0    | 1 933  | 10   | Spartak Trnava |
| 1. československá fotbalová liga 1971/72 | 2      | 0    | 180    | 1    | Spartak Trnava |
| CELKEM                                   | 25     | 0    | 2 113  | 11   |                |